# Gårdsnamn i Hakarps socken
Denna artikel behandlar olika gårdsnamn i Hakarps socken.

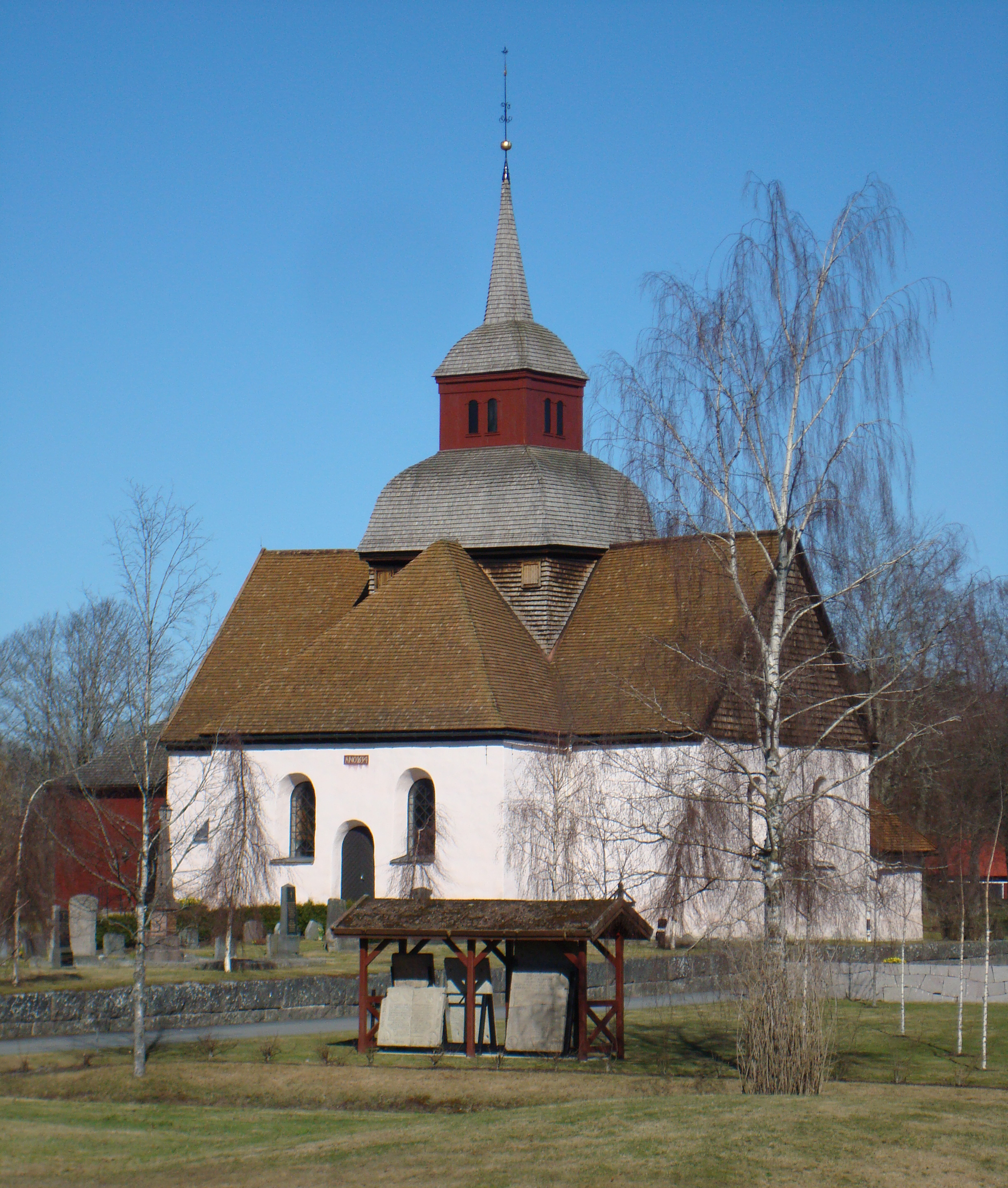
Hakarps kyrka. Namnet Hakarp har bildats genom sammanslagning av Hake och torp.

De dryga 30 gårdarna i Hakarps socken har tillkommit under olika tidsperioder. Med hjälp av förledet och efterledet kan man med gårdsnamnen dra slutsatser kring ungefär hur gammalt torpet eller gården är, samt ofta vilka som levde där. Man har exempelvis genom detta gjort antagandet att Hakarp befolkades relativt sent, förmodligen kring övergången mellan vikingatid och medeltid, och att några av de första bosättarna hette Åmme eller Ambjörn, Hake och Holmsvidh. Man kan även dra slutsatser om att personer från andra länder under olika perioder har kommit till området, såsom exempelvis jutarna, vilka har gett namn åt området Jutaholm.
19 av dessa ungefär 30 gårdar har ett efterled i form av -arp eller -torp. Dessa har ursprungligen alla hetat -torp, men genom sammanslagning av ett genitiv-a och -torp bildades formen -arp. Förledet till dessa är ofta namn på personer som började bruka jorden där torpet ligger relativt kort tid efter övergången från vikingatiden till medeltiden. Det finns även efterled såsom -ryd. 

## Historia

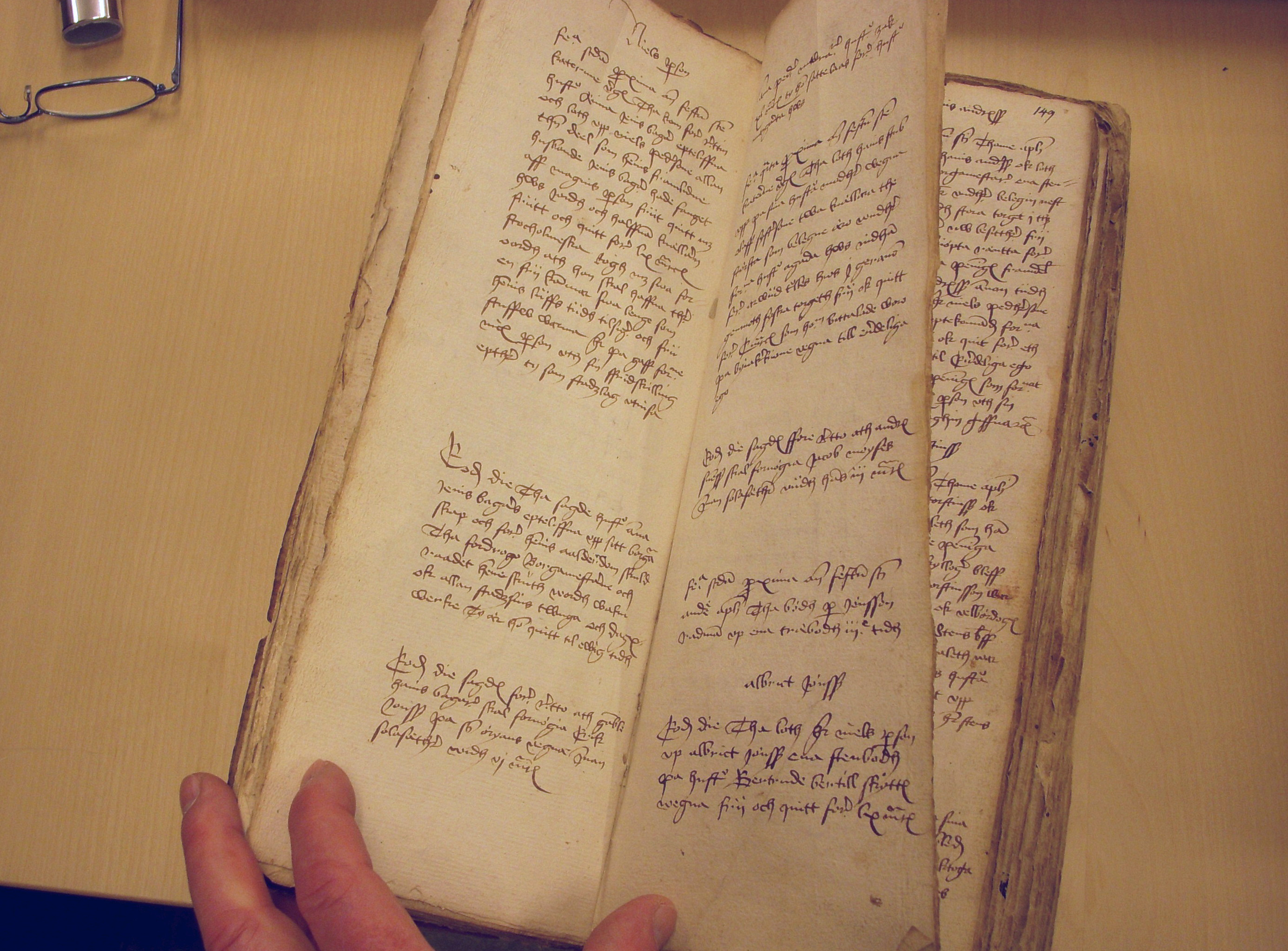
Tänkebok

Ortnamnsforskning tyder på att även om Hakarp har gamla fornfynd, så dröjde det länge innan man fick en fast befolkning. I närliggande Skärstad finns äldre ortnamnsefterled, vilket visar att området fick en fast befolkning tidigare. Som ett resultat därav var Hakarp under medeltiden tillhörande Skärstad. Många gårdar ändrar genom åren marginellt stavning på dem, varför man vid forskningen använder sig av det ursprungliga namnet. De första gårdsnamnen som finns från Jönköping kommer från stadens tänkebok från 1456-1548. Där nämns år 1458 "Hakatorp" och "Hwassatorp", och samma stavning återkommer 1546. Därigenom vet man att Hakarp förr i tiden har gått under benämningen Hakatorp, och att Vassarp har hetat Hwassatorp. Den första fullständiga beteckningen kommer från Gustav Vasas jordeböcker på 1530-talet. Dessa har nedskrivits efter uttal och inte stavning, varför det ofta är den ursprungliga formen som finns i böckerna. Många av namnen innehåller dock ord som man inte vet betydelsen på. Ett exempel på det är gårdsnamnet "Raten", den gård som idag heter Dalskog.

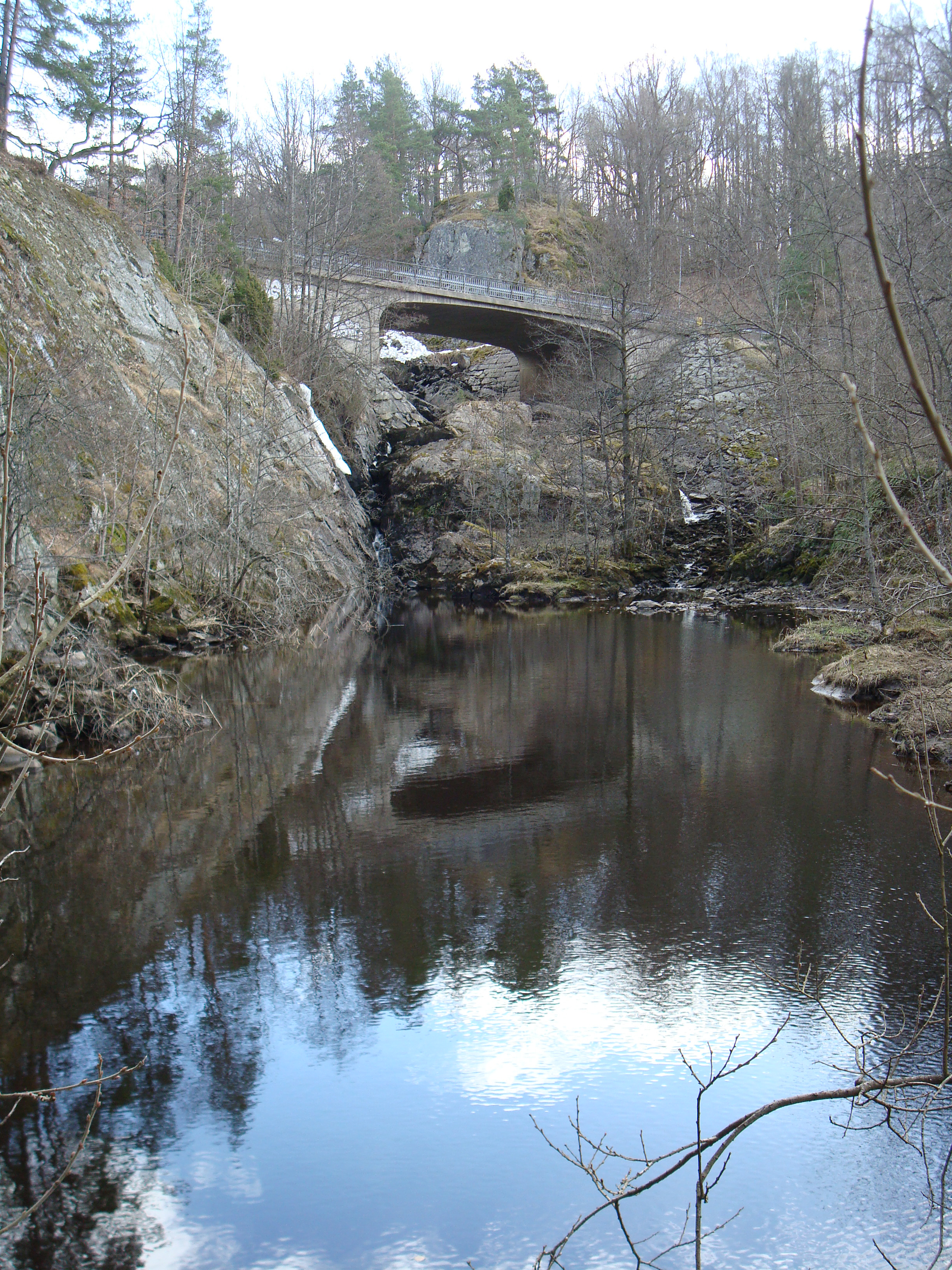
Jutehålan

Av ortnamnen kan man dra många slutsatser kring hur man levde förr i tiden. Efterleden visar på att Hakarp befolkades relativt sent, förmodligen under vikingatidens slut och medeltidens början, trots närheten till Vättern. Det beror troligen på att marken innehöll mycket stenar och var allmänt svårodlad. Man har genom ortnamnsforskning även dragit slutsatsen att de första som befolkade området hette Åmme eller Ambjörn, Hake och Holmvidh. Hake ska ha gett upphov till namnet Hakarp, Holmvidh till Hulustorp och Åmme eller Ambjörn till Ammarp. Dessa personer tillhörde en av de sista hedniska generationerna och det kan ha varit en av dessa som offrade vid Lundabergets möjliga offerplats. Just Hulustorp har varit föremål för mycket diskussion. Peter Wieselgren skriver i sin Ny Smålands Beskrifning från 1844-1846 att gården tidigare kallades Hålvedstorp, och att namnet därför borde komma från Hålveden (Holaveden). Rudolf Björkman håller med om detta, i sin publikation Jönköpings historia I från 1917. Sigurd Pira skriver i sin "Gamla färdevägar och kultställen i Holaveden" från 1923 att "Hemmanet Hulustorp i Hakarps socken – har tydligen fått sitt namn av Holaveden och angiver sållunda, att man räknat skogen ända hit ned". Ortnamnsefterledet tyder dock på att förledet är ett förnamn och att det då skulle härledas från Holmvidh. Magnus Lundgren (1852-1903) med flera som skrivit publikationen Svenska personnamn från medeltiden, instämmer i detta, bland annat eftersom Holmvidh var ett vanligt medeltida namn. Axel Forsström menar att det är osannolikt att en gård mitt inne i Holaveden skulle uppkallas efter den, att det hade varit troligare om den exempelvis hade legat vid gränsen.
Namnen har även visat på att tyskar har flyttat till området under Albrekt av Mecklenburgs tid samt att jutar från Danmark har krigat i området, speciellt i det område som kallas för Jutaholm. Vid Jutaholm skall danska trupper - jutar - ha passerat. Enligt sägnen jagades Hakarps bönder nerför ett berg på området, ovanför Huskvarnafallet i Jutaholm, och drunknade i ån. Området där de ska ha drunknat kallas för Jutehålan. Efterledet -holm behandlas under rubriken gårdsnamn nedan. Från namnet Stockeryd har forskarna dragit slutsatsen att man med ett speciellt verktyg som kallas gillestock jagade exempelvis varg. Ibland har humoristiska namnbildningar gjorts, ofta från öknamn på personer.

## Ortnamnsefterled
I Hakarp är gårdsnamnen oftast en sammansättning med -torp eller -arp som efterled. 19 av ungefär 30 gårdar innehåller sådana efterled och är sammansatta på likadant sätt. Torp har här betydelsen en gård som först hörde till en annan gård, men som senare blivit självständig. Torp som ortnamnsefterled är särskilt vanligt från tiden efter vikingatiden när söner till bönder brukade nya marker, och döpte nyodlingen med -torp som efterled. I dessa fall består oftast den första delen av ett namn, exempelvis på gårdens första ägare. Efterledet -arp har uppstått genom att man sammandragit a och torp. Alla gårdar i Hakarp med ortnamnsefterledet -arp har ursprungligen hetat -atorp, men har med tiden förändrats till -arp.
Det finns ett fåtal gårdar och byar i Hakarp med ortnamnsefterledet -ryd. Dessa är i regel yngre än andra områden. Ryd har i dessa sammanhang betydelsen röjd mark, och när man började odla marken på vilket torpen stod, högg och brände man i terrängen, vilket är ursprunget till namnet. Bråneryd, Gruveryd och Svineryd är de områden i Hakarp med efterledet -ryd. Det har även funnits ett "Stockarydh" i 1500- och 1600-talens jordeböcker, vilket dock inte finns kvar.
Under medeltiden fanns i Huskvarna ett "Humblarum" med efterledet -rum belagt, men det efterledet har förmodligen aldrig funnits i Hakarp. Efterledet betyder öppen plats eller röjt ställe. Humblarum finns belagt av tyskar vid Rumlaborg. Förledet är troligen det fornsvenska mansnamnet Hum(b)le, alternativt växten humle, eftersom varje bonde enligt Kristofers landslag var tvungen att odla växten. Eftersom Humblarum, som idag tros vara området Rosendala, ligger i Huskvarnas bördigaste områden vid Vättern, är det förmodligen den äldsta gården i Huskvarna.
Emellanåt förekom det att man med genitivändelser skapade efterled, vilket härrör från en gammal tendens att med hjälp av ett avslutande -a visa att någon äger något. Det visar exempelvis gamla uttryck som Hakarpa socken för Hakarps socken. Exemplet med Rosendala fungerar på samma sätt, med genitiv av Rosendal, som då har efterföljts av "gård", det vill säga, Rosendala gård, eller med dagens språk, Rosendals gård. I Hakarp finns få gårdar som slutar med ett genitiv-a, men kring Ebbes bruk uppstod samhället Ebbes, vilket är bildat på samma sätt, men då med ett -s som genitiv.

## Torpnamn

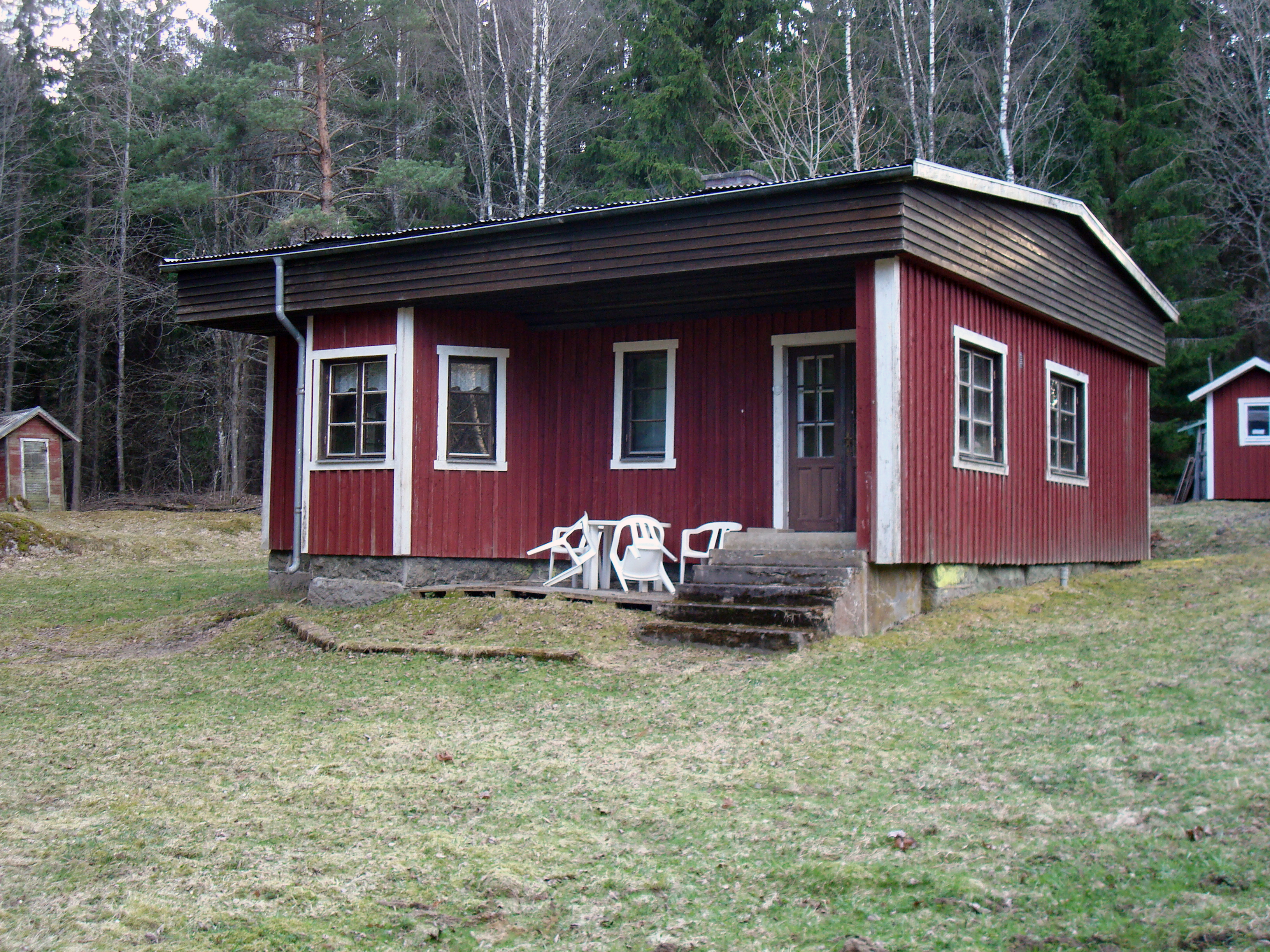
Bjursbäcken

Namn på torp är allmänt nyare, eftersom dessa började uppföras senare, med huvudblomstring under 1600-talet. Genom förleden till ett torp, kan det ofta åldersbestämmas. Om förleden är ett hedniskt eller gammalnordiskt namn är det troligen äldre, och om det är ett kristet är det troligen yngre. Från den period där soldattorpen uppfördes kommer namn som "Stormatorpet" och "Ängatorpet" som ändrades efter soldaten som bodde där. Förledet i torpet Bjursbäcken kommer från det gammalsvenska ordet för bäver, varför det säkerligen funnits bävrar i bäcken som ligger bredvid. Sådana här namngivningar efter torpets placering har förekommit sporadiskt genom åren.
Vedermödan och Jankebo är exempel på torpnamn som är humoristiskt uppbyggda. I Vedermödan kan man anta att torparen levde ett arbetsamt liv med mycket vedermödor. I Jankebo bodde Janke - vilket på den tiden var ett öknamn. Ytterligare exempel på denna humoristiska namnbildning finns i torpet Pine fjäll. Fjäll betyder i det här sammanhanget ett höglänt område. Pine fjäll syftar då på det besvärliga liv "fullt av vedermöda och försakelse" som invånarna i Pine fjäll levde.

## Gårdsnamn

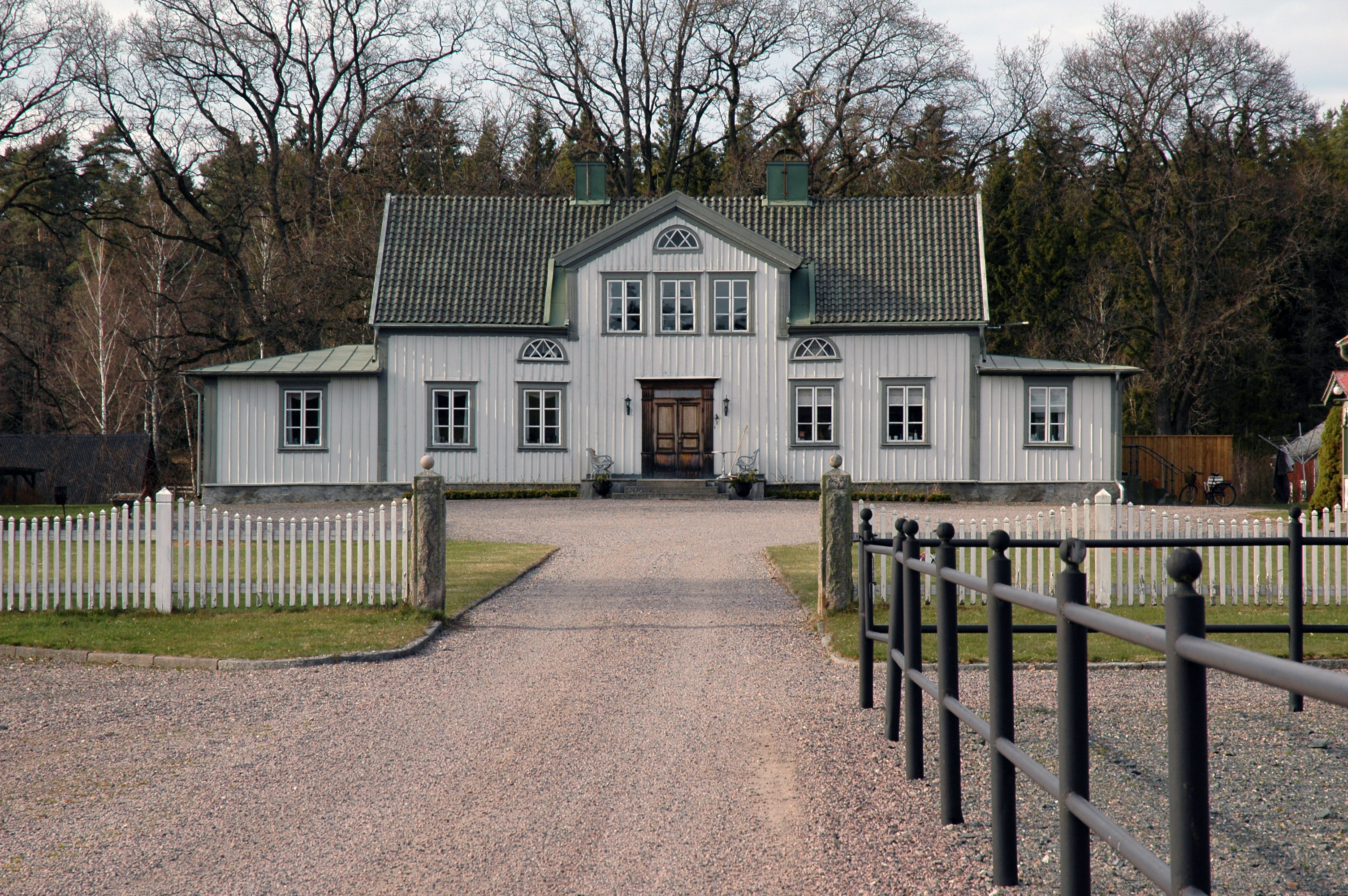
Dalskog

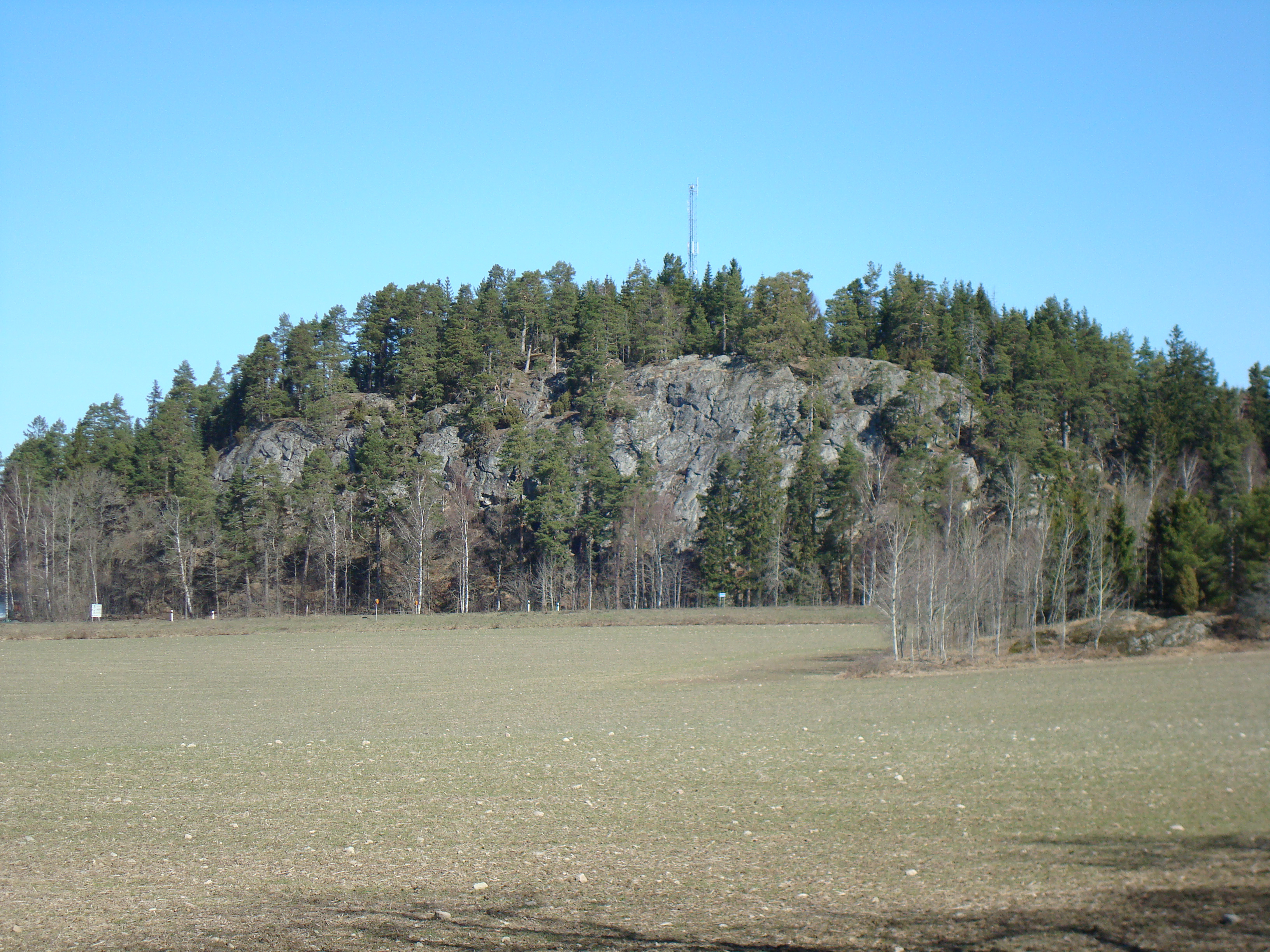
Lundaberget

Själva namnet Hakarp är det ursprungliga namnet på gården där Hakarps kyrka byggdes. Byn hette först Hakatorp, vilket är omnämnt 1458 och 1546. År 1548 skrivs Hakarp första gången. Namnet har dock ändrats något, och former som Hakorp, Haggetorp, Hakketorp, med flera, är representerade i jordeböckerna. Haka är genitiv av namnet Hake, vilket ger gården betydelsen "Hakes torp". Hake är förmodligen ett öknamn för en person med en böjd rygg.
Stensholms namn har blivit utrett i en uppsats av en Hanna Friberg 1919. Det ursprungliga namnet på gården är Stensholmen, vilket är bestämd form av holme i betydelsen liten ö. Stensholm låg förr på en utskjutande udde i Huskvarnaån. På udden har även en borg legat. Borgar kallades på den tiden för sten, och med genitiv av detta, får man "Stensholm". Den utskjutande udde som Stensholm en gång låg på är idag en ö, med rester av borgen.
Ett speciellt etymologiskt fall rör gården Dalskog, och dess tidigare namn Raten, som även har förekommit i flera andra språkvarianter. Hjalmar Lindroth härleder detta namn till det fornsvenska ordet tadha med betydelsen gödslad äng. Detta ord används exempelvis som förled i Taberg. Ursprunget märks tydligare i efterledet thada i den under 1500-talet förekommande formen Rathada. Förledet Rat är förmodligen det som i flera dialekter betyder skräp eller ruttnande träd/kvistar, och den sammanlagda betydelsen skulle då bli en äng med ris vilket verkar troligt på grund av dess läge inne i skogen. Formen Raten är förmodligen elliptiskt formad av andra bestämda ord som skogen och gården, samt att d:et i Rathada har fallit bort, vilket är vanligt i den i området förekommande dialekten.
I Hakarp har även funnits gårdar med efterled som -hella och -lunda. Gården Raedhishella, med efterledet -hella, har omnämnts som Rädisella, Resella och Rässla. Namnet tros komma från Raedhis, som då betydde rädsla, och hella, i betydelsen häll. Betydelsen blir då skräckhäll. Det som talar för den teorin är att det på Stensholms ägor, på vilken gården låg, tros ha funnits en offerplats, belägen på Lundaberget. Efterledet -lunda finns bland annat i gården Esterlundas namn. Denna gård finns belagd från 1482 och har emellanåt stavats med ett h efter t:et samt utan r. Förledet Ester, tros komma från antingen Hester, med betydelsen bok (träd), eller folkslaget ester. Det har inte funnits mycket bokträd i Hakarp under denna tiden, varför alternativet ester, är mest troligt. I Sverige fanns under denna tid trälar från bland annat Estland. När trälarna frigavs vid kristnandet skaffade de egna gårdar. Samma tendens återfinns i torpet Finntorp där Finn förmodligen syftar på folkslaget finnar.